# Myobranthus
Myobranthus là chi thực vật có hoa trong họ Amaryllidaceae.